# Юй Шаотен
Юй Шаотен (кит. спр. 余少腾, піньїнь: Yú Shǎoténg; нар. 26 березня 1979, Гуанчжоу) – китайський шахіст, гросмейстер від 2004 року.

## Шахова кар'єра
1995 року взяв участь у чемпіонаті світу серед юніорів до 16 років, поділивши 5-6-те місце. 1998 року представляв Китай на  шаховій олімпіаді, яка відбулась в  Елісті, а 1999 року в Шеньяні – на командному чемпіонаті Азії, де здобув золоту медаль у командному заліку. 2001 року поділив 2-ге місце на турнірі за швейцарською системою у вейк-ан-Зеє (позаду Вікторії Чміліте, разом з Олександром Дгебуадзе і Андрієм Максименком), переміг у Аньо і Тяньцзіні , а також виступив у Москві на чемпіонаті світу ФІДЕ, який проходив за олімпійською системою, де в 1-му в раунді поступився Чжанові Чжуну. 2002 року виконав дві гросмейстерські норми (на відкритих турнірах у Триньяку і Лінаресі), а також переміг у Сан-Себастьяні. У 2003 році вдруге в кар'єрі взяв участь у командному чемпіонаті Азії. 2004 року на турнірах у Бангкоку 2-й ASEAN Masters і 3-й ASEAN Masters) виконав ще дві гросмейстерські норми. 2005 року переміг (разом з Ваном Жуєм і Ваном Хао) на зональному турнірі в Пекіні, таким чином здобувши путівку на Кубок світу 2005, де в 1-му раунді поступився Пенталі Харікрішні). 2009 року посів 4-те місце на чемпіонаті Азії, вдруге в кар'єрі здобув путівку на Кубок світу 2009. На ньому, як і попереднього разу, припинив боротьбу в першому раунді, програвши Максимові Ваш'є-Лаграву.
Найвищий рейтинг Ело в кар'єрі мав станом на 1 липня 2002 року, досягнувши 2550 очок ділив тоді 8-9-те місце (разом з Чжаном Пенсяном) серед китайських шахістів.
Тренує чемпіонку світу Хоу Іфань  та інших провідних китайських шахісток.

## Зміни рейтингу
| На цьому місці має відображатися графік чи діаграма, однак з технічних причин його відображення наразі вимкнено. Будь ласка, не видаляйте код, який викликає це повідомлення. Розробники вже працюють для того, щоби відновити штатне функціонування цього графіка або діаграми. | |
| | На цьому місці має відображатися графік чи діаграма, однак з технічних причин його відображення наразі вимкнено. Будь ласка, не видаляйте код, який викликає це повідомлення. Розробники вже працюють для того, щоби відновити штатне функціонування цього графіка або діаграми. |